# Augusta Braunerová
Augusta Anna Karolina Braunerová rozená Neumannová (19. října 1817 Praha – 18. října 1890 Paříž) byla česká spolková činovnice, amatérská malířka, mecenáška, sufražetka a feministka pocházející ze šlechtického rodu Hřebenářů z Hřebene, manželka politika a mecenáše Františka Braunera, matka malířky Zdenky Braunerové, zakladatelka ženského společenského salónu v Braunerově domě na pražské Ferdinandově třídě. Rovněž se stala jednou z prvních Češek v novodobé historii, jež byly pohřbeny žehem.

## Život

### Mládí
Narodila se v Praze do německy mluvící rodiny Karla Friedricha Neumanna a jeho ženy Anny, původem ze šlechtického rodu Sebenarz von Herrenfels. Otec pocházel ze Saska, matka z Prahy. Rodina žila v Praze, kde byl otec profesorem chemie na pražské polytechnice, od roku 1832 vlastnila rodina dům na Ferdinandově třídě (později Národní třída). Theodoře se dostalo velmi dobrého, zejména jazykového, soukromého vzdělání, dobře ovládala francouzštinu. 3. března 1851 se v Praze provdala za spisovatele a politika Františka Braunera, původem z mlynářského rodu z Litomyšle. Během revolučního roku 1848 se zapojil do politiky a byl zvolen do rakouského ústavodárného sněmu.

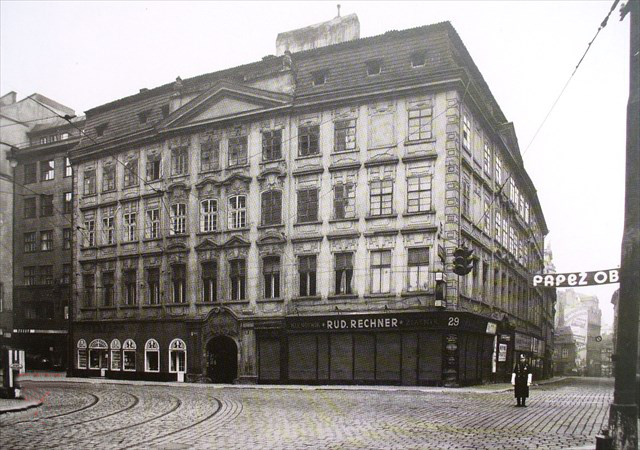
Braunerův dům před r. 1939

### Salón v Braunerově domě
Od počátku 60. let 19. století iniciovala Augusta Braunerová v Braunerově domě pořádání společenských setkání. Ty navštěvovala jak česká společnost, tak lidé z Francie či Ruska. Salón Braunerové byl, zejména vyšší společností, velmi oblíben, soustřeďoval spisovatele, intelektuály, novináře či politiky, ale také jejich manželky a dcery. Řada hostů byla též návštěvníky kavárny Union sídlící v přízemí domu. Braunerová se rovněž sama věnovala romantické malbě, stejně tak finančně podporovala výtvarné umělce, mimo jiné též Antonína Chittussiho. Její dcera Zdenka Braunerová se posléze rozhodla stát malířkou, v čemž ji její rodiče podporovali. Augusta Braunerová stejně tak se svou dcerou absolvovala několik studijních cest, především do Francie.
Ovdověla roku 1880. Rodina Braunerů dům opustila roku 1885, ten po dílčích přestavbách padl roku 1965 za oběť novostavbě Nakladatelství Albatros.
Rovněž byla členkou Amerického klubu dam, prvního českého ženského spolku vzniknuvšího roku 1865 z iniciativy mecenáše Vojty Náprstka a Karolíny Světlé, který se scházel v jeho domě U Halánků.

### Úmrtí
Augusta Braunerová zemřela 18. října 1890 v Paříži. Ještě před svou smrtí vyjádřila přání být po smrti zpopelněna, jakožto výraz technologického a společenského pokroku, její ostatky byly tedy zpopelněny v krematoriu pařížského hřbitova Père Lachaise. Urna s popelem byla pak přivezena do Čech a pohřbena do rodinné hrobky Braunerových na Vyšehradském hřbitově. Ve vlasti, kde až do roku 1918 zákon v Rakousku-Uhersku kremaci provádět neumožňoval, její rozhodnutí vzbudilo společenský rozruch.

## Potomci
Spolu s manželem Františkem Augustem měli čtyři děti. Nejstarší Vladimír převzal po otci právní kancelář, druhorozená Anna se provdala za spisovatele Élémira Bourgese, syn Bohuslav se stal chemikem a nejmladší Zdenka se proslavila jako malířka. Jeho vnučka Jára Braunerová se provdala za francouzského generála a náčelníka československého Hlavního štábu branné moci Maurice Pellé. Pravnuk Vladimír Hellmuth-Brauner byl literárním historikem.